# Barney McKenna
Bernard Noël «Banjo Barney» McKenna (Donnycarney, Dublín, 16 de diciembre de 1939 — Howth, Dublín, 5 de abril de 2012) fue un músico irlandés que tocaba la mandolina y el acordeón, pero era más conocido por tocar el banjo tenor. Fue miembro del grupo The Dubliners.

## Biografía

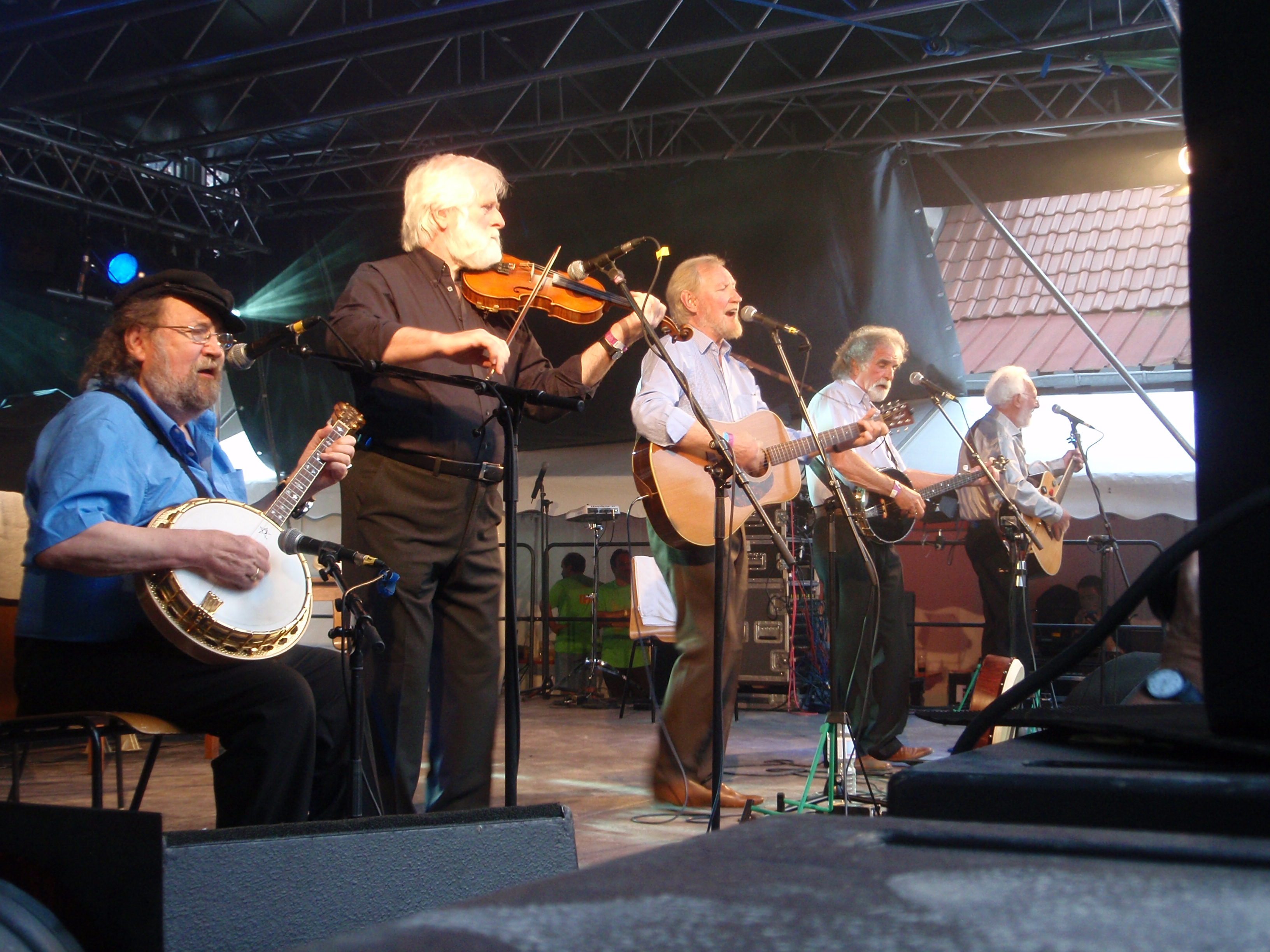
The Dubliners actuando en el festival folclórico internacional de «Folk im Schlosshof» de 2010 en Bad Rappenau - Bonfeld, Alemania.

Barney McKenna, de nacionalidad irlandesa, nació en 1939 en Donnycarney, Condado de Dublín, en el seno de una familia de músicos. Aprendió a tocar el banjo al no poder comprarse una mandolina, que era el instrumento que le gustaba.

## Carrera musical
MacKenna fue considerado como uno de los mejores banjonistas, instrumento que tocaba desde los 12 años, actuaba en los cabarets y conciertos de Dublín, antes de estar en el grupo The Dubliners. 
Fue miembro de The Dubliners a partir de 1962, siendo el último miembro con vida del grupo. Antes había pasado algunos meses en The Chieftains.

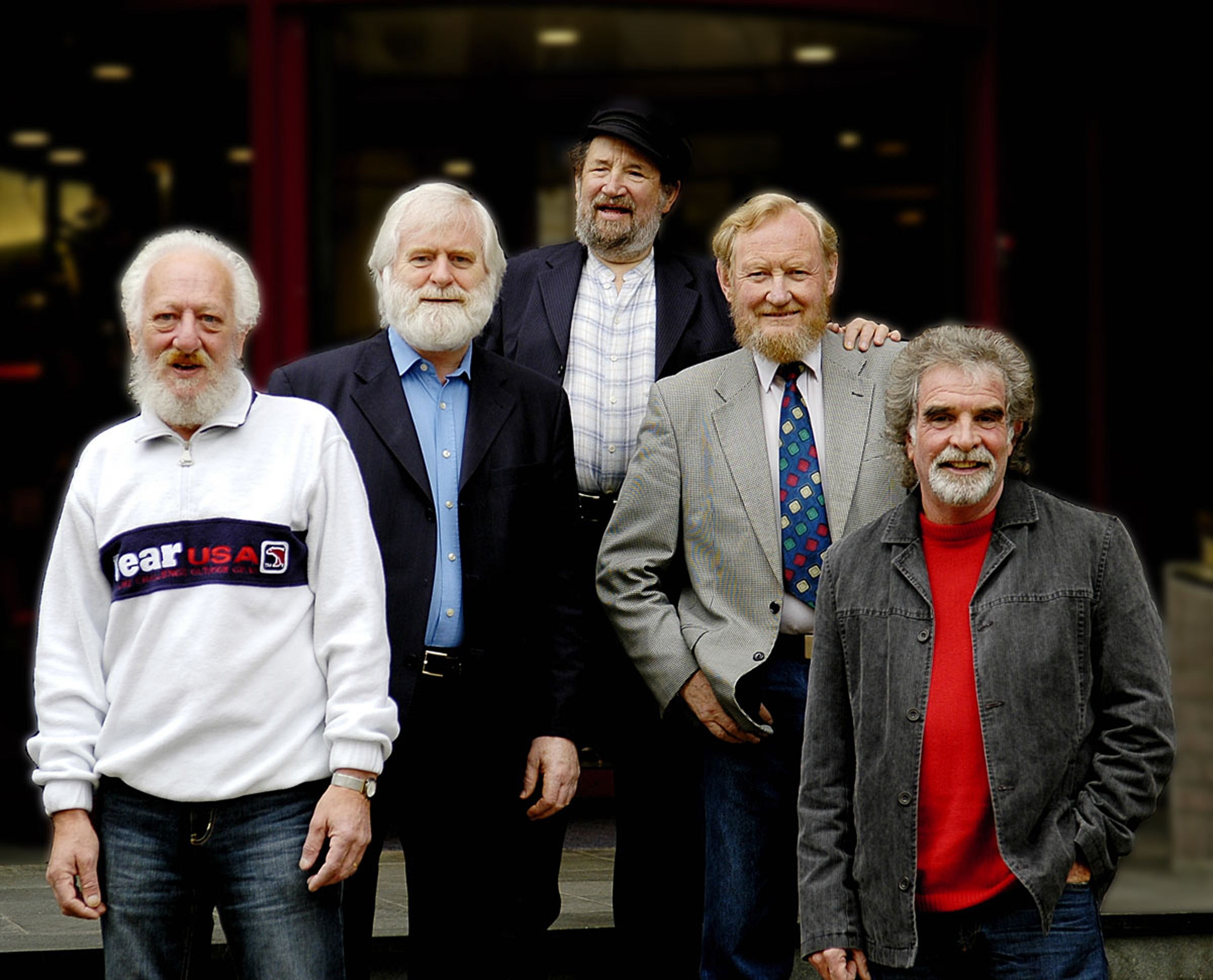
The Dubliners (de izquierda a derecha: Eamonn Campbell, John Sheahan, Barney McKenna, Séan Cannon y Patsy Watchorn)

Aparte de su trabajo en la música tradicional irlandesa, también tocó música jazz en alguna ocasión.

## Muerte
Barney McKenna falleció el 5 de abril de 2012 en su casa de Howth, Dublín, a los 72 años.